# 差甲瓦寺
差甲瓦寺，俗称鳄鱼寺，最初是一座建于大城府时期，名为湄南普伦寺的皇家寺庙。后来在拉达那哥欣王朝时期，它被称为三普龙寺（英語：Wat Sam Pluem）。

## 传说
二战时期，寺庙附近的湄南河里有一条凶猛的食人鳄鱼。据说它是独眼鳄，所以人们称它为“I-bord Wat Sam Pluem”（“三普龙寺的盲人”）。当时的曼谷人非常害怕它。人们开始追杀它，但往往都是徒劳无功。后来，鳄鱼寺的一位僧侣成功抓住它，并把它养在寺庙的一个池塘里，直到它自然死去。I-bord被传言是一条“闹鬼的鳄鱼”。鳄鱼池至今仍存在于寺庙中。

## 图集

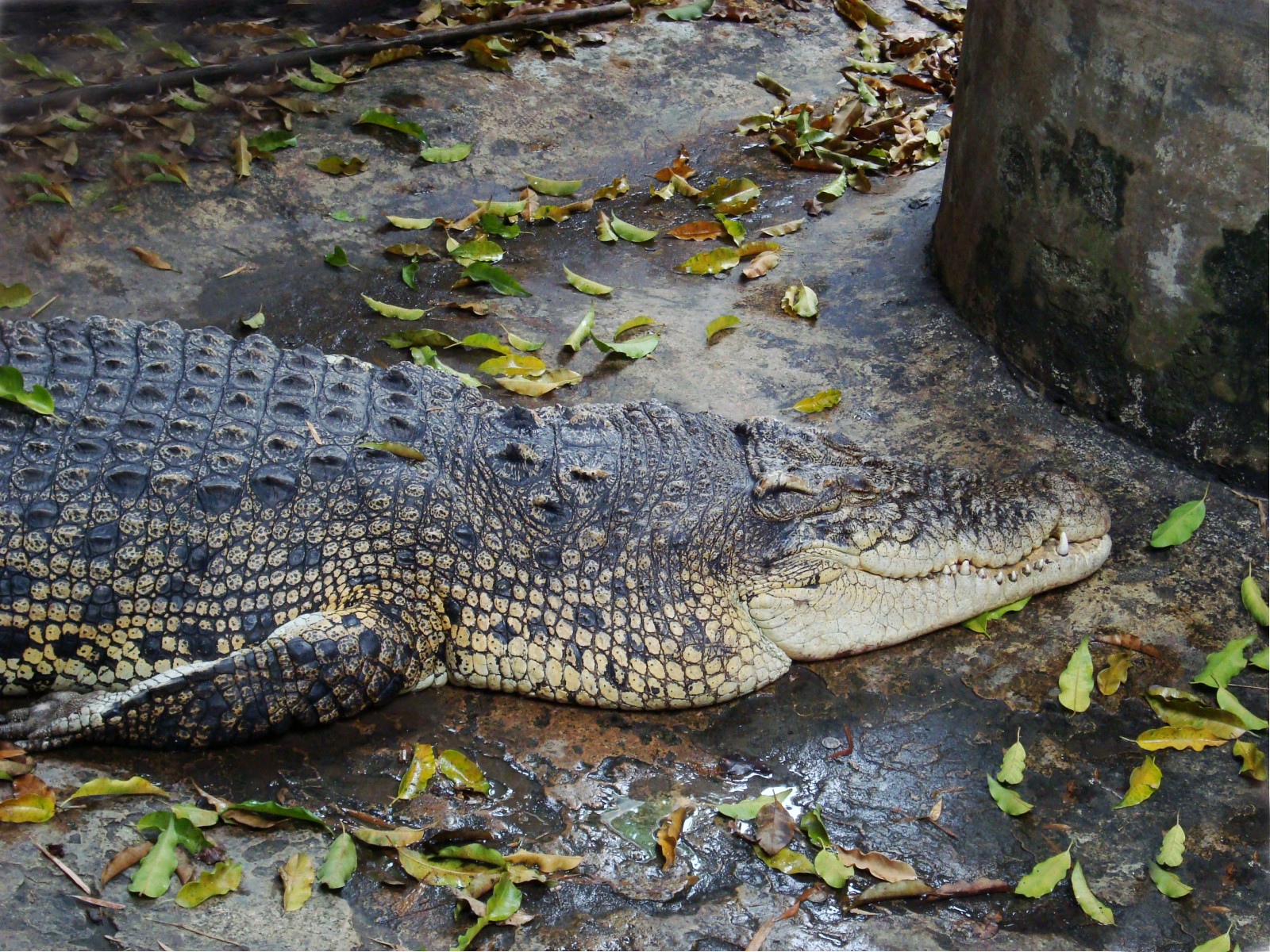
寺庙里的鳄鱼。